# Premier League 2009-2010
La Premier League 2009-2010 è stata la 111ª edizione della massima serie del campionato inglese di calcio, disputato tra il 15 agosto 2009 e il 9 maggio 2010 e concluso con la vittoria del Chelsea, al suo quarto titolo.
Capocannoniere del torneo è stato Didier Drogba (Chelsea) con 29 reti.

## Stagione

### Novità
Al posto delle retrocesse Newcastle Utd, Middlesbrough e West Bromwich sono saliti dalla Championship il Wolverhampton, il Birmingham City e, dopo i play-off, il Burnley, dopo un'assenza di più di 40 anni dalla massima serie inglese.
Per motivi di sponsorizzazione lo stadio del Wigan cambia denominazione in DW Stadium.

### Avvenimenti
Il campionato si aprì con una striscia di successi del rinnovato Chelsea di Carlo Ancelotti che prese il comando della classifica. Riemerse ben presto dopo un inizio balbettante il solito Manchester Utd: i Red Devils si lanciarono all'inseguimento dopo un pirotecnico 4-3 nel derby vinto al 96'. Proprio il Manchester City, assieme a Tottenham ed Arsenal imbastirono una lotta per la zona Champions League. Una serie di pareggi consecutivi portò all'allontanamento di Mark Hughes dalla guida dei Citizens con Roberto Mancini che ne prese il posto. Nella lotta per l'Europa si inserì anche l'Aston Villa. In vetta il Chelsea aprì una minifuga durante l'inverno ma a primavera le sorti del torneo sembrarono rovesciarsi quando lo United vinse il derby nuovamente nel recupero mentre il Chelsea perse contro il Tottenham. Da lì in poi però il Chelsea vinse tutte le partite, alcune in goleada come il 7-0 allo Stoke City e l'8-0 al Wigan) che consegnarono il titolo ai londinesi che stabilirono anche il nuovo record di reti segnate. L'Arsenal concluse tranquillamente al terzo posto mentre per il quarto posto ci fu una corsa ad eliminazione decisa nelle ultime giornate: l'Aston Villa venne tagliato fuori da una sconfitta in casa del Manchester City che a sua volta perse pochi giorni dopo contro il Tottenham che si aggiudicò così l'ambito accesso ai preliminari della massima competizione europea. Il Liverpool chiuse solamente settimo e questa stagione dunque pose fine all'epoca di dominio delle Big Four. In coda caddero l'Hull City cui non riuscì l'impresa della passata stagione, il neopromosso Burnley che subì 82 reti ed il Portsmouth che divenne la prima squadra ad entrare in amministrazione controllata nella storia della Premier League e venne penalizzato di 9 punti in inverno con il club già ultimo e che di fatto non fu mai in lotta per la salvezza.

## Squadre partecipanti
| Club            | Stagione | Città              | Stadio                     | Stagione precedente                                             |
| --------------- | -------- | ------------------ | -------------------------- | --------------------------------------------------------------- |
| Arsenal         | dettagli | Londra             | Emirates Stadium           | 4º posto in Premier League                                      |
| Aston Villa     | dettagli | Birmingham         | Villa Park                 | 6º posto in Premier League                                      |
| Blackburn       | dettagli | Blackburn          | Ewood Park                 | 15º posto in Premier League                                     |
| Birmingham City | dettagli | Birmingham         | St Andrew's                | 2º posto Football League Championship, promosso                 |
| Burnley         | dettagli | Burnley            | Turf Moor                  | 5º posto Football League Championship, promosso dopo i play-off |
| Bolton          | dettagli | Bolton             | Reebok Stadium             | 13º posto in Premier League                                     |
| Chelsea         | dettagli | Londra             | Stamford Bridge            | 3º posto in Premier League                                      |
| Everton         | dettagli | Liverpool          | Goodison Park              | 5º posto in Premier League                                      |
| Fulham          | dettagli | Londra             | Craven Cottage             | 7º posto in Premier League                                      |
| Hull City       | dettagli | Kingston upon Hull | KC Stadium                 | 17º posto in Premier League                                     |
| Liverpool       | dettagli | Liverpool          | Anfield                    | 2º posto in Premier League                                      |
| Manchester City | dettagli | Manchester         | City of Manchester Stadium | 10º posto in Premier League                                     |
| Manchester Utd  | dettagli | Manchester         | Old Trafford               | 1º posto in Premier League                                      |
| Portsmouth      | dettagli | Portsmouth         | Fratton Park               | 14º posto in Premier League                                     |
| Sunderland      | dettagli | Sunderland         | Stadium of Light           | 16º posto in Premier League                                     |
| Stoke City      | dettagli | Stoke-on-Trent     | Britannia Stadium          | 12º posto in Premier League                                     |
| Tottenham       | dettagli | Londra             | White Hart Lane            | 8º posto in Premier League                                      |
| West Ham Utd    | dettagli | Londra             | Boleyn Ground              | 9º posto in Premier League                                      |
| Wigan           | dettagli | Wigan              | DW Stadium                 | 11º posto in Premier League                                     |
| Wolverhampton   | dettagli | Wolverhampton      | Molineux Stadium           | 1º posto Football League Championship, promosso                 |

## Allenatori e primatisti
| Squadra         | Allenatore                                     | Calciatore più presente                      | Cannoniere                       |
| --------------- | ---------------------------------------------- | -------------------------------------------- | -------------------------------- |
| Arsenal         | Arsène Wenger                                  | Bacary Sagna (35)                            | Cesc Fàbregas (15)               |
| Aston Villa     | Martin O'Neill                                 | Brad Friedel (38)                            | Gabriel Agbonlahor (13)          |
| Birmingham City | Alex McLeish                                   | Roger Johnson (38)                           | Cameron Jerome (10)              |
| Blackburn       | Sam Allardyce                                  | Paul Robinson (37)                           | David Dunn (9)                   |
| Bolton          | Gary Megson (1ª-19ª) Owen Coyle (20ª-38ª)      | Jussi Jääskeläinen (38)                      | Ivan Klasnić, Matthew Taylor (8) |
| Burnley         | Owen Coyle (1ª-19ª) Brian Laws (20ª-38ª)       | Brian Paldan Jensen, Tyrone Mears (38)       | Steven Fletcher (8)              |
| Chelsea         | Carlo Ancelotti                                | John Terry (37)                              | Didier Drogba (29)               |
| Everton         | David Moyes                                    | Tim Howard (38)                              | Louis Saha (13)                  |
| Fulham          | Roy Hodgson                                    | Mark Schwarzer (37)                          | Bobby Zamora (8)                 |
| Hull City       | Phil Brown (1ª-28ª) Iain Dowie (29ª-38ª)       | Andy Dawson (35)                             | Stephen Hunt (6)                 |
| Liverpool       | Rafael Benítez                                 | José Manuel Reina (38)                       | Fernando Torres (18)             |
| Manchester City | Mark Hughes (1ª-18ª) Roberto Mancini (19ª-38ª) | Shay Given, Carlos Tévez (35)                | Carlos Tévez (23)                |
| Manchester Utd  | Alex Ferguson                                  | Patrice Evra (38)                            | Wayne Rooney (26)                |
| Portsmouth      | Paul Hart (1ª-13ª) Avram Grant (14ª-38ª)       | Frédéric Piquionne (34)                      | Aruna Dindane (8)                |
| Stoke City      | Tony Pulis                                     | Rory Delap, Dean Whitehead (36)              | Matthew Etherington (5)          |
| Sunderland      | Steve Bruce                                    | Darren Bent (38)                             | Darren Bent (24)                 |
| Tottenham       | Harry Redknapp                                 | Peter Crouch (38)                            | Jermain Defoe (18)               |
| West Ham Utd    | Gianfranco Zola                                | Robert Green (38)                            | Carlton Cole (10)                |
| Wigan           | Roberto Martínez                               | Hugo Rodallega, Paul Scharner (38)           | Hugo Rodallega (10)              |
| Wolverhampton   | Mick McCarthy                                  | Kevin Doyle, Karl Henry, Matthew Jarvis (34) | Kevin Doyle (9)                  |

## Classifica finale
|       | Pos. | Squadra         | Pt | G  | V  | N  | P  | GF  | GS | DR  |
| ----- | ---- | --------------- | -- | -- | -- | -- | -- | --- | -- | --- |
|       | 1.   | Chelsea         | 86 | 38 | 27 | 5  | 6  | 103 | 32 | +71 |
|       | 2.   | Manchester Utd  | 85 | 38 | 27 | 4  | 7  | 86  | 28 | +58 |
|       | 3.   | Arsenal         | 75 | 38 | 23 | 6  | 9  | 83  | 41 | +42 |
|       | 4.   | Tottenham       | 70 | 38 | 21 | 7  | 10 | 67  | 41 | +26 |
|       | 5.   | Manchester City | 67 | 38 | 18 | 13 | 7  | 73  | 45 | +28 |
| [ 5 ] | 6.   | Aston Villa     | 64 | 38 | 17 | 13 | 8  | 52  | 39 | +13 |
| [ 6 ] | 7.   | Liverpool       | 63 | 38 | 18 | 9  | 11 | 61  | 35 | +26 |
|       | 8.   | Everton         | 61 | 38 | 16 | 13 | 9  | 60  | 49 | +11 |
|       | 9.   | Birmingham City | 50 | 38 | 13 | 11 | 14 | 38  | 47 | -9  |
|       | 10.  | Blackburn       | 50 | 38 | 13 | 11 | 14 | 41  | 55 | -14 |
|       | 11.  | Stoke City      | 47 | 38 | 11 | 14 | 13 | 34  | 48 | -14 |
|       | 12.  | Fulham          | 46 | 38 | 12 | 10 | 16 | 39  | 46 | -7  |
|       | 13.  | Sunderland      | 44 | 38 | 11 | 11 | 16 | 48  | 56 | -8  |
|       | 14.  | Bolton          | 39 | 38 | 10 | 9  | 19 | 42  | 67 | -25 |
|       | 15.  | Wolverhampton   | 38 | 38 | 9  | 11 | 18 | 32  | 56 | -24 |
|       | 16.  | Wigan           | 36 | 38 | 9  | 9  | 20 | 37  | 79 | -42 |
|       | 17.  | West Ham Utd    | 35 | 38 | 8  | 11 | 19 | 47  | 66 | -19 |
|       | 18.  | Burnley         | 30 | 38 | 8  | 6  | 24 | 42  | 82 | -40 |
|       | 19.  | Hull City       | 30 | 38 | 6  | 12 | 20 | 34  | 75 | -41 |
|       | 20.  | Portsmouth (-9) | 19 | 38 | 7  | 7  | 24 | 34  | 66 | -32 |

Legenda:
      Campione d'Inghilterra e ammessa alla fase a gironi della UEFA Champions League 2010-2011
      Ammessa alla fase a gironi della UEFA Champions League 2010-2011
      Ammessa agli spareggi (percorso piazzate) della UEFA Champions League 2010-2011
      Ammesse ai play-off della UEFA Europa League 2010-2011
      Ammessa al terzo turno di qualificazione della UEFA Europa League 2010-2011
      Retrocesse in Football League Championship 2010-2011
Regolamento:
Tre punti a vittoria, uno a pareggio, zero a sconfitta.
A parità di punti le squadre vengono classificate secondo la differenza reti.
Note:
Il Portsmouth ha scontato 9 punti di penalizzazione.

### Squadra campione
| Formazione tipo | Giocatori (presenze)        |
| --- | --------------------------- |
| Cech Ivanovic Terry R. Carvalho A. Cole Malouda Ballack Obi Mikel Lampard Drogba Anelka | Petr Čech (34)              |
| Cech Ivanovic Terry R. Carvalho A. Cole Malouda Ballack Obi Mikel Lampard Drogba Anelka | Branislav Ivanović (28)     |
| Cech Ivanovic Terry R. Carvalho A. Cole Malouda Ballack Obi Mikel Lampard Drogba Anelka | John Terry (37)             |
| Cech Ivanovic Terry R. Carvalho A. Cole Malouda Ballack Obi Mikel Lampard Drogba Anelka | Ricardo Carvalho (22)       |
| Cech Ivanovic Terry R. Carvalho A. Cole Malouda Ballack Obi Mikel Lampard Drogba Anelka | Ashley Cole (27)            |
| Cech Ivanovic Terry R. Carvalho A. Cole Malouda Ballack Obi Mikel Lampard Drogba Anelka | Florent Malouda (33)        |
| Cech Ivanovic Terry R. Carvalho A. Cole Malouda Ballack Obi Mikel Lampard Drogba Anelka | Michael Ballack (32)        |
| Cech Ivanovic Terry R. Carvalho A. Cole Malouda Ballack Obi Mikel Lampard Drogba Anelka | Mikel John Obi (25)         |
| Cech Ivanovic Terry R. Carvalho A. Cole Malouda Ballack Obi Mikel Lampard Drogba Anelka | Frank Lampard (36)          |
| Cech Ivanovic Terry R. Carvalho A. Cole Malouda Ballack Obi Mikel Lampard Drogba Anelka | Didier Drogba (32)          |
| Cech Ivanovic Terry R. Carvalho A. Cole Malouda Ballack Obi Mikel Lampard Drogba Anelka | Nicolas Anelka (33)         |
| Cech Ivanovic Terry R. Carvalho A. Cole Malouda Ballack Obi Mikel Lampard Drogba Anelka | Allenatore: Carlo Ancelotti |
| Altri giocatori: Joe Cole (26), Salomon Kalou (23), Deco (19), Jurij Žirkov (17), Alex (16), Michael Essien (14), Paulo Ferreira (13), Daniel Sturridge (13), Juliano Belletti (11), José Bosingwa (8), Fabio Borini (4), Henrique Hilário (3), Jeffrey Bruma (2), Sam Hutchinson (2), Nemanja Matić (2), Ross Turnbull (2), Patrick van Aanholt (2), Gaël Kakuta (1), Andrij Ševčenko (1). |                             |

## Statistiche

### Squadre

#### Capoliste solitarie
|    | —— | —— | —— | ——  | —— | —— | ——  | ——  | ——      | ——      | ——      | ——      | ——      | ——      | ——      | ——      | ——      | ——      | ——      | ——      | ——      | ——      | ——      | ——      | ——      | ——      | ——      | ——      | ——  | ——  | ——  | ——      | ——      | ——      | ——      | ——      | ——      | —— |  |
|    |    |    |    | Che |    |    | Che | MnU | Chelsea | Chelsea | Chelsea | Chelsea | Chelsea | Chelsea | Chelsea | Chelsea | Chelsea | Chelsea | Chelsea | Chelsea | Chelsea | Chelsea | Chelsea | Chelsea | Chelsea | Chelsea | Chelsea | Chelsea |     | MnU | MnU | Chelsea | Chelsea | Chelsea | Chelsea | Chelsea | Chelsea |    |  |
|    |    |    |    |     |    |    |     |     |         |         |         |         |         |         |         |         |         |         |         |         |         |         |         |         |         |         |         |         |     |     |     |         |         |         |         |         |         |    |  |
|    |    |    |    |     |    |    |     |     |         |         |         |         |         |         |         |         |         |         |         |         |         |         |         |         |         |         |         |         |     |     |     |         |         |         |         |         |         |    |  |
| 1ª | 2ª | 3ª | 4ª | 5ª  | 6ª | 7ª | 8ª  | 9ª  | 10ª     | 11ª     | 12ª     | 13ª     | 14ª     | 15ª     | 16ª     | 17ª     | 18ª     | 19ª     | 20ª     | 21ª     | 22ª     | 23ª     | 24ª     | 25ª     | 26ª     | 27ª     | 28ª     | 29ª     | 30ª | 31ª | 32ª | 33ª     | 34ª     | 35ª     | 36ª     | 37ª     | 38ª     |    |  |

#### Primati stagionali
Squadre
- Maggior numero di vittorie: Chelsea e Manchester Utd (27)
- Minor numero di sconfitte: Chelsea (6)
- Migliore attacco: Chelsea (103 gol segnati)
- Miglior difesa: Manchester Utd (28 gol subiti)
- Miglior differenza reti: Chelsea (+71)
- Maggior numero di pareggi: Stoke City (14)
- Minor numero di pareggi: Manchester Utd (4)
- Minor numero di vittorie: Hull City (6)
- Maggior numero di sconfitte: Burnley e Portsmouth (24)
- Peggiore attacco: Wolverhampton (32 gol segnati)
- Peggior difesa: Burnley (82 gol subiti)
- Peggior differenza reti: Wigan (-42)

Partite
- Più gol (10):

Tottenham-Wigan 9-1, 22 novembre 2009
- Maggiore scarto di gol (8):

Tottenham-Wigan 9-1, 22 novembre 2009
Chelsea-Wigan 8-0, 9 maggio 2010

### Individuali

#### Classifica marcatori
Fonte:
| Gol | Rigori |  | Giocatore          | Squadra         |
| --- | ------ |  | ------------------ | --------------- |
| 29  | 1      |  | Didier Drogba      | Chelsea         |
| 26  | 4      |  | Wayne Rooney       | Manchester Utd  |
| 24  | 5      |  | Darren Bent        | Sunderland      |
| 23  | 5      |  | Carlos Tévez       | Manchester City |
| 22  | 10     |  | Frank Lampard      | Chelsea         |
| 18  |        |  | Fernando Torres    | Liverpool       |
| 18  | 1      |  | Jermain Defoe      | Tottenham       |
| 15  | 3      |  | Cesc Fàbregas      | Arsenal         |
| 14  |        |  | Emmanuel Adebayor  | Manchester City |
| 13  |        |  | Gabriel Agbonlahor | Aston Villa     |
| 13  | 2      |  | Louis Saha         | Everton         |
| 12  |        |  | Florent Malouda    | Chelsea         |
| 12  |        |  | Dimităr Berbatov   | Manchester Utd  |
| 11  |        |  | Nicolas Anelka     | Chelsea         |
| 10  |        |  | Andrej Aršavin     | Arsenal         |